# 4G
4G (на английски: fourth generation, в превод: четвърто поколение) е четвърто поколение безжични мобилни мрежи. Тя е наследник на 3G и 2G стандартите. Като 4G мрежите обикновено са най-малко четири пъти по-бързи от 3G мрежите. Технологията поддържа максимална скорост на обмен на данни до 100 Mbps при честотна лента 20 MHz. 4G достъпът е няколко пъти по-бърз от 3G като архитектурата ѝ е пригодена специално за пренос на данни, което за потребителите означава по-високи скорости и интерактивни услуги от рода на онлайн игри и др.
Демонстрации на 4G технология бяха направени през 2006 от компанията Samsung. Достигнатите скорости бяха 100 Mbps при използване в движещ се с 60 km/h автобус, и 1 Gbps в неподвижно състояние. Друга новост е преносът на глас през интернет чрез протокола VoIP. Първата в света експериментална мрежа от 4-то поколение стартира на 28 февруари 2007. Това се случва в град Шанхай, Китай. Масовото използване на новите услуги започва през 2012 – 2013 г.
Най-сериозният претендент сред текущо разработваните стандарти e LTE (на английски: Long Term Evolution). Друг конкурент е технологията WiMAX (на английски: Worldwide Interoperability for Microwave Access}, предлагана вече от много оператори по света, предимно за безжичен интернет. LTE и WiMAX ca IP мрежи. В контраст с първо поколение LTE, има два реализирани WiMAX профила: фиксиран WiMAX стандарт IEEE 802.16d, пуснат през 2004 г., и мобилен WiMAX стандарт IEEE 802.16е, пуснат през 2005 г., който може да ce ползва или за мобилен, или за фиксиран достъп. И двата стандарта вече ca в употреба и съответно има завършени мрежи и устройства. Разпространението на WiMAX по света ce увеличава значително през 2008 г.

## История
- Първо поколение мрежи (1G) AIH OTIQ4 AE

Мобилните мрежи са с аналогов сигнал, като предлагат единствено обмен на глас.
- Второ поколение мрежи (2G)

Мрежи, при които е възможно използването на цифровите технологии. Oсвен пренос на глас, позволяват обмен и на данни, но с бавна скорост. GPRS и EDGE са надстройка на 2G, като на места се среща, че тези два протокола са 3G, но всъщност не е така, защото GPRS е 2,5G, EDGE e 2,75G и са важна стъпка към 3G мрежите.
- Трето поколение мрежи (3G)

Благодарение на тях стана популярен мобилният интернет. Cтандартите са UMTS, CDMA и W-CDMA, a скоростите достигат до 2,4 Mbps. След тях е създаден стандарта HSDPA или 3,5G, който позволява скорости до 14 Mbps. Идва ред и на HSUPA – 3,75G, позволяващ скорости до 14 Mbps за download/upload.
- Четвърто поколение мрежи (4G)

4G мрежите се разработват единствено за пренос на данни т. е. интернет услуги. Терминът 4G обединява стандарти като LTE и WiMAX, като технологиите могат да споделят работни честоти с  мрежите 3G и 2G, без да се предизвика интерференция. Мрежите WiMAX и LTE се водят като 4G, въпреки че не покриват напълно изискванията на Международния телекомуникационен съюз за 4G мрежа.
Има две технологии, които могат да покрият тези изисквания в процес на развитие – LTE Advanced и WiMax 2. LTE Advanced ще предоставя скорости на изтегляне до 1 Gbps и предаване до 500 Mbps, а WiMAX 2 (WirelessMAN-Advanced, следващата версия на WiMax – IEEE 802.16m ще достига скорости до 1 Gbps при стационарно приемане и 100 Mbps в движение. Oсвен тези 2 технологии има и други кандидати за 4G, това са UMB (Ultra Mobile Broadband), Flash-OFDM и Mobile Broadband Wireless Access (MBWA) система срещана като IEEE 802.20, който е замразен за момента.
- Пето поколение мрежи (5G)

Съвременна концепция за безжична интернет мрежа, която да ускори преноса на данни до над 10 пъти. От друга страна, по-високите честоти, които 5G може да използва за по-голям капацитет (милиметрови вълни), затрудняват преминаването на сигнала през прегради като железобетонни стени, широколистна растителност, силен дъжд и други. Новата мрежа изисква и допълнителни нови предаватели, което увеличава интензитета на лъченията. Мрежата все още не е изградена във всички страни поради опасения за здравето на хората и въздействието на високите честоти в милиметровия обхват на микровълните, разпространявани от почитателите на конспиративни теории. Честотите, които радиокомуникационното оборудване използва, са в спектъра на нейонизиращата радиация и са много по-ниски от тези на йонизиращата радиация, а дори и от тези на видимата светлина, от което следва, че енергията, която пренасят, е крайно недостатъчна, за да доведе до който и да е от вредните ефекти, описвани в конспиративните теории.

## WiMAX
WiMAX (на английски: Worldwide Interoperability for Microwave Access) е технология създадена през 2001 година от WiMAX Forum, базирана на стандарта IEEE IEEE 802.16. На теория може да достигне скорости до 40 Mbps. WiMAX е по-близо до WiFi мрежите и данните се прехвърлят подобно на VoIP. WiMAX е технология за безжичен интернет достъп за големи райони. Тя е част от „четвърто поколение“ безжична технология. Форумът описва WiMAX, като технология базирана на стандарти, позволяващи доставка на отдалечен безжичен достъп, алтернатива на кабелите и DSL.
Очакванията са, че WiMAX ще даде възможност за широколентово предоставяне на услуги като VoIP, видео и достъп до Интернет едновременно, а също така и възможността за оперативна съвместимост на WiMAX с клетъчни мрежи. Антените на WiMAX могат да споделят трафика на клетка, без да компрометират клетъчните масиви от данни. Няколко клетъчни компании оценяват WiMAX като средство, използващо увеличена ширина на лентата за различни приложения от данни. Имайки предвид такива възможни приложения, технологията може да служи като backhaul за клетъчен телефонен трафик и Интернет от базови станции в отдалечени зони към физически backbone за данни.
WiMAX може да предостави на дома или мобилен достъп до Интернет през цели градове или държави. В много случаи това е довело до конкуренция на пазари, които обикновено само са имали достъп чрез съществуващи DSL оператори.
Освен това, като се има предвид относително ниските разходи, свързани с внедряването на WiMAX мрежа (в сравнение с 3G, HSDPA, xDSL, HFC или FTTx), сега е икономически жизнеспособен, за да осигури широколентов достъп до интернет в отдалечени места.

## LTE
LTE (на английски: Long Term Evolution) е конкурентна на WiMAX технология, и може да достигне скорости до 100 Mbps. Технологията LTE е безжична широколентова технология за дългосрочно развитие, която в резултат на въведената система за пакетен пренос на данните се отличава с по-ефективно ползване на радиочестотния спектър и с много по-високи скорости на мобилен обмен на данни в сравнение с GSM и UMTS. Развитието на LTE технологията се насочва основно в радиочесотни обхвати 700 MHz (694 – 790 MHz), 800 MHz (790 – 862 MHz), 1800 MHz (1710 – 1785 MHz и 1805 – 1880 MHz), 2 GHz (1900 – 1980 MHz, 2010 – 2025 MHz и 2110 – 2170 MHz в граници 2150 – 2170 MHz) и радиочестотни ленти 2500 – 2690 MHz и 3400 – 3800 MHz. Понастоящем мобилните оператори в страните на Европа използват обхватите: GSM 900 (880 – 960 MHz), DCS 1800 (1710 – 1880 MHz) и PCS (1850 – 1990 MHz) в САЩ използват обхвата GSM 850 (824 – 894 MHz. LTE се доближава повече до настоящите 3G мрежи, които са 2100 MHz или 2110 MHz., което е в голям плюс за него. По-подходяща за мобилните оператори е именно LTE, защото при разговор се използват алгоритми подобни на сегашните мобилни мрежи. Латентността при LTE е доста по-малка от WiMAX, като за момента на теория LTE предоставя по-високи скорости на трансфер, а и скоро ще се одобри стандарта 802.16m, който ще позволи на WiMAX скорости до 1 Gbps.
Наследник на LTE е LTE Advanced. Направена демонстрация на LTE Advanced в Корея показва, че технологията може да достигне скорости до 600 Mbps. LTE Advanced e мобилна технология от следващо поколение, т.е след LTE. Първоначално ITU иск да се сложи етикет 4G на LTE Advanced мрежите, но впоследствие стандартът включи технологии като LTE, WiMax и HSPA+.
При LTE-Advanced има огромно увеличение на скоростта на предаване на данните спрямо останалите мобилни мрежи. По време на демонстрацията е свален филм c големина 700 MB само за 9,3 секунди. Cкоростите, които LTE Advanced представя могат да променят начина на живот на потребителите. Те няма да има нужда да ce притесняват за скоростите за мобилни данни, ще могат да използват HD видео стриймване без всякакво притеснение. C появяването на такива скорости, можем да очакваме излизането и на множество приложения, които да ce възползват от тях.

## 4G мрежи в България

### LTE мрежи в България
В България LTE мрежи  се поддържат от следните доставчици:
- Ти.Ком (Макс Телеком/Max) – от 24 май 2014 г. до 15 декември 2021 г.
- Булсатком – от април 2015 г. до 15 декември 2021 г.
- Йеттел България – от 1 декември 2015 г.
- А1 България – от 25 април 2016 г.
- БТК (Vivacom) – от 9 май 2016 г.

### Честоти в България
LTE мрежите в България оперират в честотните диапазони около 900, 1800, 2100 и 2600 MHz.
След заседание на Съвета по радиочестотния спектър на 5 юли 2016 г. е решено да бъдат освободени две ленти по 10 MHz (811 – 821 MHz и 841 – 851 MHz).

#### FDD

##### 900 MHz
Предвид това, че целият радиочестотен спектър в обхват 900 MHz е еквивалентно разпределен между „А1 България“ ЕАД, „Йеттел България“ ЕАД и „Българска Телекомуникационна Компания“ ЕАД (Vivacom), към настоящия момент няма свободен ресурс в обхват 900 MHz.

#### TDD

##### 3,5 GHz (Band n78)
На 6 април 2021 г. Комисията за регулиране на съобщенията (КРС) проведе търг с тайно наддаване за издаване на разрешения за ползване на индивидуално определен ограничен ресурс – радиочестотен спектър в обхват 3,6 GHz. Предмет на търга е издаване на три разрешения за ползване на радиочестотен спектър в обхват 3,6 GHz с национално покритие за срок от 20 години. Търгът приключи с разпределение:
Едно разрешение за честотна лента 3500 – 3600 MHz на „ЙЕТТЕЛ БЪЛГАРИЯ“ ЕАД с предложена цена 4 100 000 лв.
Едно разрешение за честотна лента 3600 – 3700 MHz на „А1 БЪЛГАРИЯ“ ЕАД с предложена цена 4 700 000 лв.
Едно разрешение за честотна лента 3700 – 3800 MHz на „БЪЛГАРСКА ТЕЛЕКОМУНИКАЦИОННА КОМПАНИЯ“ ЕАД с предложена цена 4 600 000 лв.

### WiMAX мрежи в България
Към януари 2015 г. следните предприятия поддържат и предлагат услуги по WiMAX стандарти:
- Макс Телеком – до 1 ноември 2015 г – общ честотен ресурс от 63 MHz в обхвата около 3,5 GHz по стандарт IEEE 802.16e
- Некском България – предлага услуги предимно на бизнес абонати